# Dorcadion parnassi
Dorcadion parnassi är en skalbaggsart som beskrevs av Ernst Gustav Kraatz 1873. Dorcadion parnassi ingår i släktet Dorcadion och familjen långhorningar. Inga underarter finns listade i Catalogue of Life.